# 近衛兼教
近衛 兼教（このえ かねのり、旧字体：近󠄁衞 兼󠄁敎）は、鎌倉時代後半の公卿。関白左大臣・近衛基平の子。官位は従一位・准大臣。猪熊一位入道と号する。母は岡屋関白太政大臣・近衛兼経の女、すなわち基平の異母妹あるいは異母姉である。

## 背景
兼教が誕生した頃、摂関家は近衞家と九条家からそれぞれ鷹司家、二条家、一条家が分立し始めた時代である。この摂関家の分立は近衞家と九条家それぞれの当主が夭折し、相続に問題が生じていたことが一因であるとする説がある。近衛家では兼教が誕生した翌文永5年（1268年）11月19日に、兼教の父・基平が弱冠23歳で薨去している。

## 経歴
以下、『公卿補任』と『尊卑分脈』の内容に従って記述する。
- 弘安3年（1280年）7月3日に元服、同日従五位上に叙され禁色も許される。同月11日には右近衛少将に、10月1日には正五位下、12月7日には右近衛中将に任官される。
- 弘安4年（1281年）1月5日には従四位下、3月26日には従四位上、7月29日には正四位下。
- 弘安6年（1283年）1月5日に従三位となり公卿に列し、同日中将は元の如し。2月28日には美作権守を兼ねる。
- 弘安7年（1284年）1月13日には正三位に叙される。
- 弘安10年（1287年）1月13日に参議となる。右中将は元の如し。同年8月には一門の鷹司兼平が関白を、鷹司基忠が太政大臣をそれぞれ辞している。
- 正応元年（1288年）2月10日には伊予権守を兼任、3月8日には従二位、7月21日には権中納言となり右衛門督を兼ね12月20日には左衛門督に転じる。
- 正応2年（1289年）1月5日には正二位となる。前年右大臣となっていた異母兄・家基は4月13日に関白となっている。
- 正応3年（1290年）1月13日には権大納言に転じ同月17日には帯剣を許される。
- 永仁4年（1296年）6月19日に兄・家基が二度目の関白在任中に薨去する。
- 正安元年（1299年）12月17日、権大納言を辞任す。
- 正安2年(1300年) 3月6日に権大納言に還任するが4月7日に再び辞する。
- 延慶3年（1310年）4月7日に従一位に叙せられ、同月28日には大臣に准じて朝参するよう宣下がある。なお、兼教が出家したのは元亨3年（1323年）ではないかと推測される。
- 延元元年/建武3年（1336年）9月2日、薨去。

## 系譜
- 父：近衞基平（1246-1268）
- 母：近衞兼経の娘
- 妻：鷹司基忠の娘
- 妻：近衛家基の娘

## 兼教の和歌
『玉葉和歌集』に次の和歌が作者名「従一位兼教」として入首している。兼教の心境をうかがうことができ興味深い。
なお、「近衛関白」とは兄近衛家基、「歓喜苑前摂政」とは正安3年（1301年）に薨去した一門の鷹司兼忠を指す。
- 鳴く鹿の聲のしるべもかひぞなき道踏みまがふ春日野の原　（秋歌上）

　　　籠りゐて後五月五日菖蒲の根につけて大納言三位に遣はしける
- ねを添へて猶こそ忍べあやめ草忘れぬつまの今日の昔を　（雑歌一）

　　　近衛関白かくれて後籠りゐて年久しくなり侍りける頃、花の歌よみ侍りける中に
- 春しらぬ憂き身もかなし古につらねし枝の花に別れて　（雑歌四）

　　　歓喜苑前摂政かくれ侍りける秋、近衛関白の事にうち続きまたかかる事の哀れさへなど申すとて
- 見し夢のおなじ憂世のたぐひなき覚めぬ哀れぞいとど悲しき　（雑歌四）